# Noel Seka
Pour les articles homonymes, voir Seka (homonymie).
Noël Séka est un footballeur béninois né le 3 septembre 1984 à Allahé. Il évolue au poste de défenseur.

## Biographie
Arrivé à l'US Créteil à l'été 2004 avec deux compatriotes (Gariga Abou Maïga et Stéphane Sessègnon) grâce à un jumelage entre les villes de Créteil et de Cotonou, il écope d'un carton rouge contre Le Havre lors de son seul match de championnat le 20 août 2004. Entré en jeu à la place de Moussa Ouattara en deuxième mi-temps, il est exclu après un quart d'heure sur le terrain. Il ne sera plus retenu par Jean-Michel Bridier (intérimaire), pas plus que par son successeur Guy David. Il doit se contenter de matches avec l'équipe réserve et quitte finalement le club à la fin de la saison. 
Il participe à la Coupe d'Afrique des nations 2008 avec l'équipe du Bénin.

## Carrière
- 2004 : Requins de l'Atlantique FC  Bénin
- 2004-2005 : US Créteil-Lusitanos  France
- 2006-2009 : FC Fyn  Danemark
- 2009- : Al Nasr Salalah  Oman[1],[2]

## Sélections
- International béninois depuis 2004 : 13 sélections.